# Alchemilla obtusiformis
Alchemilla obtusiformis é uma espécie de rosácea do gênero Alchemilla, pertencente à família Rosaceae.